# California (Grimes)
California è un singolo della musicista canadese Grimes, pubblicato il 9 maggio 2016 come terzo estratto dal quarto album in studio Art Angels.

## Video musicale
Il videoclip di una versione alternativa della canzone è stato reso disponibile in concomitanza con l'uscita del singolo e conclude la trilogia composta da Flesh Without Blood, Life in the Vivid Dream e Kill V. Maim.

## Tracce
1. California – 3:18